# 12e brigade d'aviation de l'armée
Pour les articles homonymes, voir 12e brigade.
La 12e brigade d'aviation de l'armée, de son nom complet la 12e brigade séparée d'aviation de l'armée nommée en l'honneur du général Viktor Pavlenko (en ukrainien : 12-та окрема бригада армійської авіації імені генерал-хорунжого Віктора Павленка, abrégé en 12 ОБрАА ; numéro d'unité militaire А3913), est une grande unité d'aviation légère de l'Armée de terre ukrainienne.
L'unité est stationnée en temps de paix sur la base aérienne de Sambir et relève directement du commandement de l'Armée de terre.

## Historique
La filiation de l'unité remonte à avril 1944, avec la création à Nijyn du 340e régiment d'aviation à long rayon d'action, avec des Lissounov Li-2. L'unité termine la guerre contre l'Allemagne avec le titre honorifique Breslavlsk (comme commémorer le siège de Breslau, aujourd'hui Wrocław). En août 1945, le régiment participe à l'offensive soviétique de Mandchourie contre les troupes japonaises. En avril 1946, il est renommé régiment d'aviation de transport, stationné successivement en Mongolie, à Khabarovsk, puis sur Sakhaline. En novembre 1959, il devient le 340e régiment d'hélicoptères de transport et de combat (en russe : 340-й отдельный транспортно-боевой вертолетный полк), équipé de Mil Mi-4. À partir de la fin des années 1960, il est installé à Novyï Kalyniv dans l'oblast de Lviv. De 1983 à 1989, des détachements du régiment sont engagés dans la guerre d'Afghanistan. En janvier 1986, le régiment est doté de Mil Mi-26 ; à partir de mai, les équipages interviennent comme « liquidateurs » sur la centrale de Tchernobyl.
Le 2 février 1992, les hommes prêtent serment d'allégeance à l'Ukraine. À partir de 1995, les hélicoptères et leurs équipages sont envoyés participer aux missions de l'ONU en l'ex-Yougoslavie, en Sierra Leone, en Irak, au Liberia (MINUL) et en République démocratique du Congo. Entre 2000 et 2004, quelques Mil Mi-8 participent à la lutte contre les incendies de forêt en Turquie et au Portugal. En 2000, l'unité est renommée le 7e régiment d'aviation de l'armée (7-й окремий полк армійської авіації). En 2014-2015, l'unité est engagée par petits détachements dans la guerre du Donbass, rapatriant blessés et cadavres, livrant munitions et nourriture. Le 18 novembre 2015, le titre honorifique hérité de la période soviétique est retiré du nom de l'unité, dans le cadre de la décommunisation. Au printemps 2016, le régiment est transformé en 12e brigade d'aviation de l'armée. Le 12 mars 2024 la brigade perd deux hélicoptères et deux pilotes au sol à la suite de bombardements.
Le 5 décembre 2020, la brigade reçoit, à ajouter à sa titulature, le nom de Viktor Pavlenko, chef de l'aviation de l'Armée populaire ukrainienne, de 1918 à 1921.

## Composition
La brigade est équipée de Mil Mi-2, Mil Mi-8, Mil Mi-24 et Mil Mi-26.